# Rilian
El príncipe Rilian es un personaje de ficción que aparece en el libro La silla de plata de Las Crónicas de Narnia.
El príncipe Rilian es el heredero del trono de Narnia, hijo de Caspian X, en el año 2345, fue capturado por una la Dama de la saya verde, que con apariencia de serpiente había matado a su madre, la hija de Ramandu.

## Captura del príncipe
En el año 2345 del tiempo narniano, la dama de la saya Verde mató a la madre de Rilian mientras esta dormía. El príncipe, entristecido e indignado salía todos los días en búsqueda de la asesina de su madre, para matarla, pero esta capturó al príncipe y lo llevó a la Tierra Inferior, donde(mediante hechizos) fue sometido al control de la bruja.Ésta le hacía creer que, 1 hora por día, sufría un ataque de locura.En realidad era al revés, en esa hora era cuando se mantenía cuerdo.

## Rescate de Rilian
En el año 2356 de Narnia, Aslan envía a Jill Pole y a Eustace Scrubb a rescatar al príncipe. Aslan le da cuatro señales a Jill para el viaje, pero ellos incumplen tres de ellas, por ello tienen que salir clandestinamente de Cair Paravel, e ir a la marisma, en las alas de dos búhos; cuando llegan a la marisma, se encuentran con un meneo de la marisma llamado Charcosombrío.
Luego de viajar a la tierra de los gigantes, caen al Mundo de las Profundidades y se encuentran al príncipe. Rilian es desatado y clava su espada al sillón mágico(silla de plata). Luego, entra la Dama de la Saya Verde y se transforma en serpiente. Ahí Rilian la decapita y tomando su espada y escudo real, sale del castillo.
Entonces, atrapan a un enano, y este les habla sobre Bism. En ese momento, Rilian quiere bajar a Bism, pero los otros lo convencen y escapan.
Luego, al llegar a Narnia, recibe a su padre. Pero cuando el rey lo va a bendecir, este(Caspian) se desploma y muere. 
En ese momento se transforma en Rilian, Rey de Narnia, Señor de Cair Paravel y Emperador de las Islas Solitarias
- Datos: Q2989781